# 티그라이인

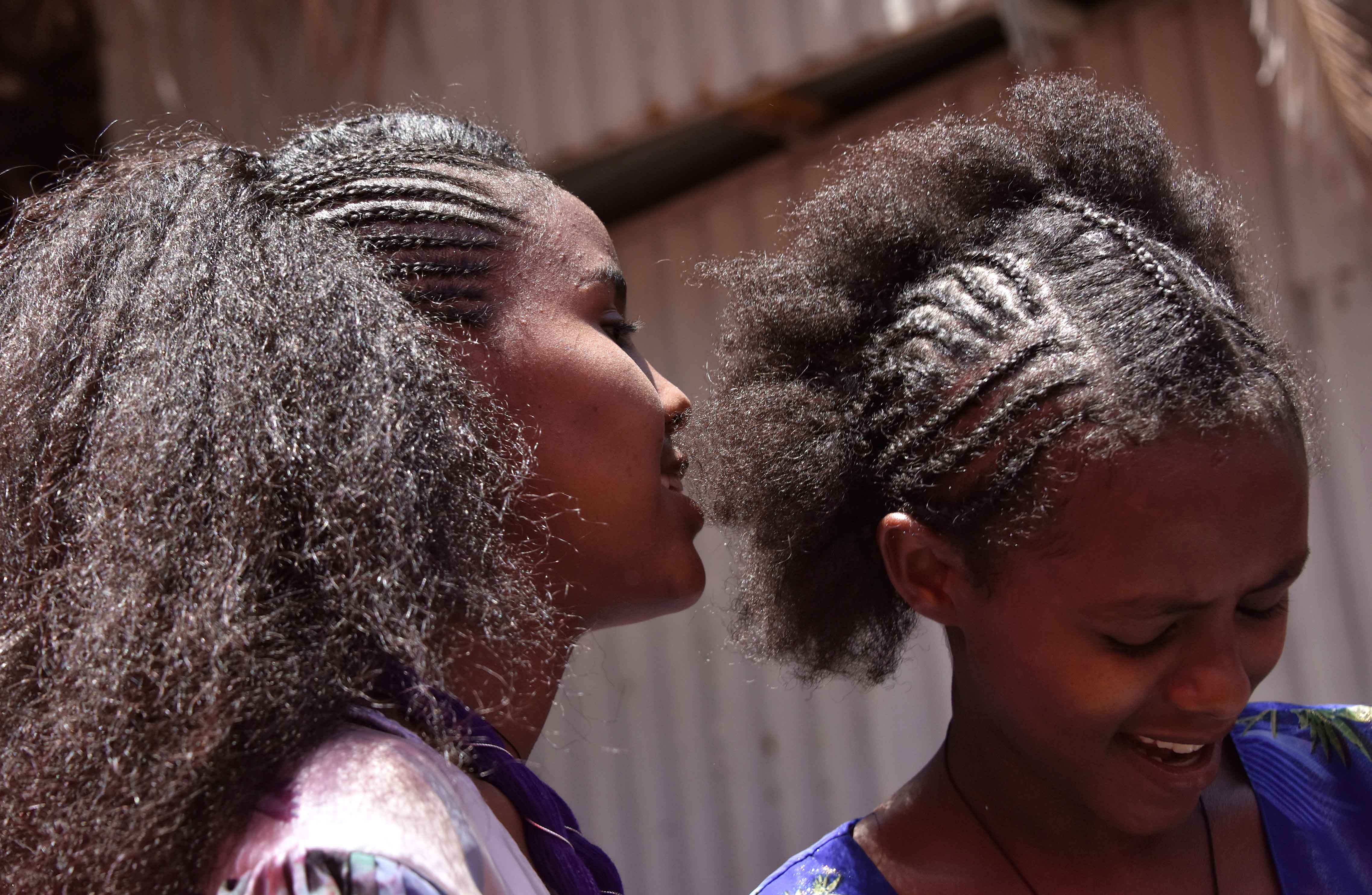

티그라이인은 티그리냐어를 쓰는 에티오피아의 민족이다. 그들의 본고장은 티그라이주이다. 유사한 민족으로는 에리트레아에서 티그리냐어를 쓰는 티그리냐인이 있다.